# They Might Be Giants
They Might Be Giants – amerykański duet grający rock alternatywny, który składa się z Johna Flansburga i Johna Linnella, znany z niekonwencjonalnego i eksperymentalnego stylu muzyki alternatywnej.

## Dyskografia
- They Might Be Giants (1986)
- Lincoln (album) (1988)
- Flood (1990)
- Apollo 18 (album) (1992)
- John Henry (album) (1994)
- Factory Showroom (1996)
- Long Tall Weekend (1999, Tylko w internecie)
- Mink Car (2001)
- No! (2002)
- The Spine (2004)
- Here Come the ABCs (2005)
- The Else (2007)
- Here Come the 123s (2008)
- Here Comes Science (2009)